# Байшу-Парнаїба-Мараньєнсі (мікрорегіон)
Байшу-Парнаїба-Мараньєнсі (порт. Microrregião do Baixo Parnaíba Maranhense) — мікрорегіон в Бразилії, входить в штат Мараньян. Складова частина мезорегіону Схід штату Мараньян. Населення становить 129 381 чоловік на 2006 рік. Займає площу 6872,865 км². Густота населення — 18,8 чол./км².

## Склад мікрорегіону
До складу мікрорегіону включені наступні муніципалітети:
1. Арайозіс
2. Магальяйнс-ді-Алмейда
3. Санта-Кітерія-ду-Мараньян
4. Сантана-ду-Мараньян
5. Сан-Бернарду
6. Агуа-Досі-ду-Мараньян

| Бразилія | Це незавершена стаття з географії Бразилії. Ви можете допомогти проєкту, виправивши або дописавши її. |